# Katarzyna Dudzińska
Katarzyna Dudzińska (Kowalik) (ur. 31 października 1979) – polska aktorka.

## Życiorys
W 2003 roku ukończyła studia na Wydziale Aktorskim PWSFTviT w Łodzi. Występowała m.in. w Teatrze im. Stefana Jaracza w Łodzi, w Teatrze Polskim im. Hieronima Konieczki w Bydgoszczy, Teatrze Śląskim im. Stanisława Wyspiańskiego Katowicach.

## Filmografia
- 1998: Gosia i Małgosia
- 2000: Sukces jako Koleżanka Beaty Madej w restauracji McDonalda
- 2002: Lokatorzy
- 2003: Plebania jako Julka
- 2003: M jak miłość jako Pielęgniarka Zosia
- 2003–2005: Czego się boją faceci, czyli seks w mniejszym mieście jako Marta, dziewczyna Gustawa
- 2003–2005: Sprawa na dziś jako salowa Magda Bielawska
- 2005: Kryminalni jako Natalia Bednarz
- 2009: Klan jako nauczycielka
- 2009: Ojciec Mateusz jako sekretarka Romkowskiego
- 2009: M jak miłość jako kochanka Budzyńskiego
- 2010: Usta usta jako matka w przedszkolu (odc. 22)
- 2011: Barwy szczęścia jako Jagoda, żona Sebastiana
- 2015: Na sygnale jako sekretarka

## Teatr
- 2002: Miesiąc na wsi Iwan Turgieniew, jako Katia, reżyseria Andrzej Bubień, Teatr Studyjny PWSFTviT Łódź,
- 2002: Baal Bertolt Brecht, reżyseria Marek Fiedor, Teatr Studyjny PWSFTviT Łódź,
- 2003: Miłość i gniew John Osborne, jako Helena Charle, reżyseria Waldemar Zawodziński, Teatr im. Stefana Jaracza Łódź,
- 2004: Czego nie widać Michael Frayn, jako Brike Ashton, reżyseria Adam Orzechowski, Teatr Polski im. Hieronima Konieczki Bydgoszcz,
- 2004: Z twarzą przy ścianie Anna Bednarska, reżyseria Monika Strzępka, Teatr Polski im. Hieronima Konieczki Bydgoszcz,
- 2005: Osiem kobiet Robert Thomas, jako Luiza, reżyseria Marek Mokrowiecki, Teatr Polski im. Hieronima Konieczki Bydgoszcz,
- 2006: Płatonow Antoni Czechow, jako Maria Grekow, reżyseria Adam Orzechowski, Teatr Polski im. Hieronima Konieczki Bydgoszcz,
- 2009: Zagraj to jeszcze raz, Sam Woody Allen, jako Nancy, Sharon, Gina, Vanessa, reżyseria Grzegorz Kempinsky, Teatr Śląski im. Stanisława Wyspiańskiego Katowice